# Tsurugi-dake
Der Tsurugi-dake (japanisch 剱岳) ist ein Berg im Hida-Gebirge in der Präfektur Toyama. Mit einer Höhe von 2999 m ist er der vierzehnthöchste Berg Japans.
Der Tsurugi-dake wird zudem in dem bekannten Buch 100 berühmte japanische Berge (Nihon-Hyakumeizan) aufgelistet.
Zusammen mit Tate-yama, Kashima Yarigatake und Karamatsudake ist er einer der wenigen existierenden Gletscherberge in Japan. Er ist als „gefährlichster Berg Japans“ berüchtigt, da er bereits viele Kletterer das Leben gekostet hat.

## Galerie

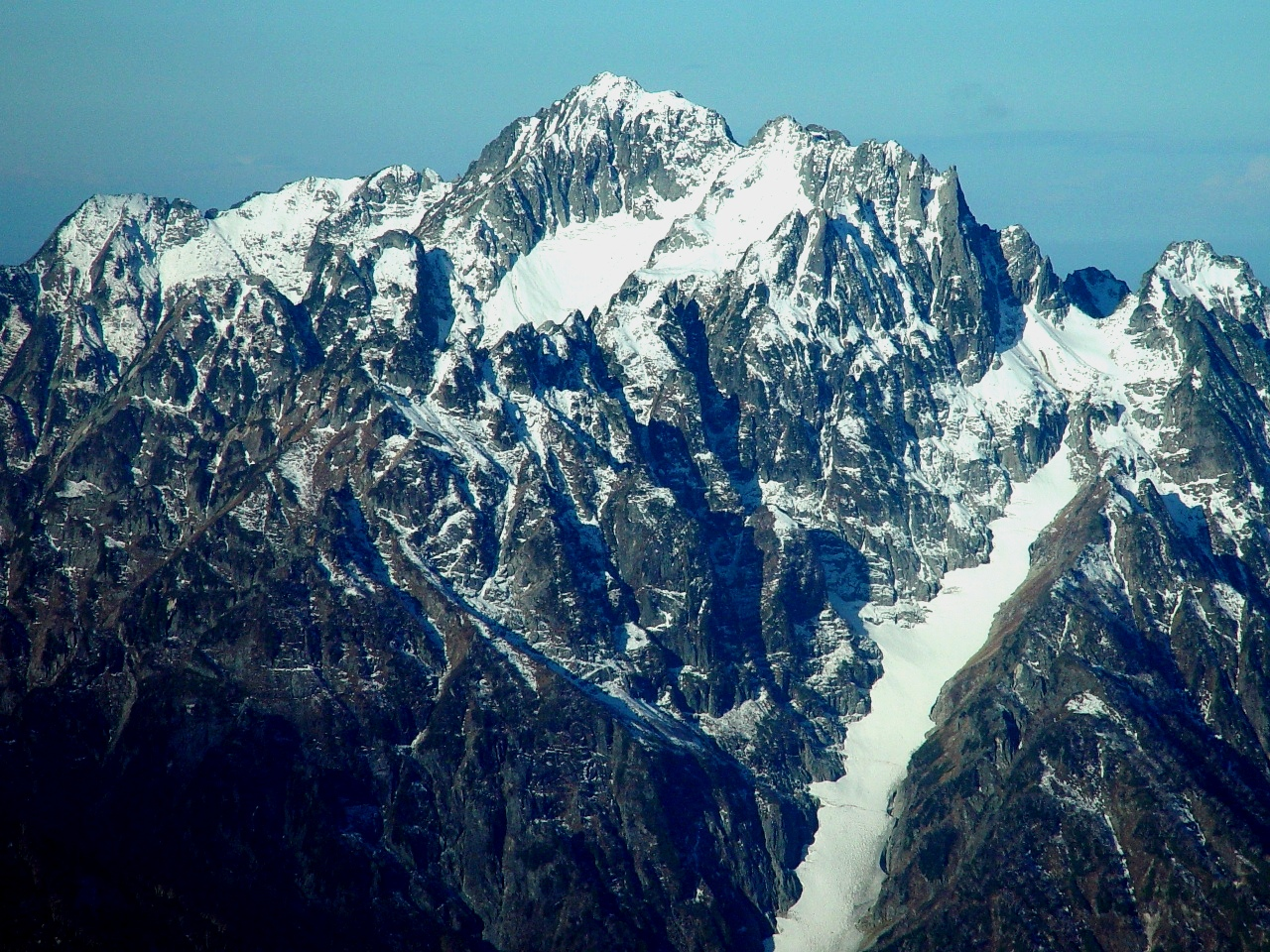
Blick auf Tsurugi-dake von Kashimayarigatake
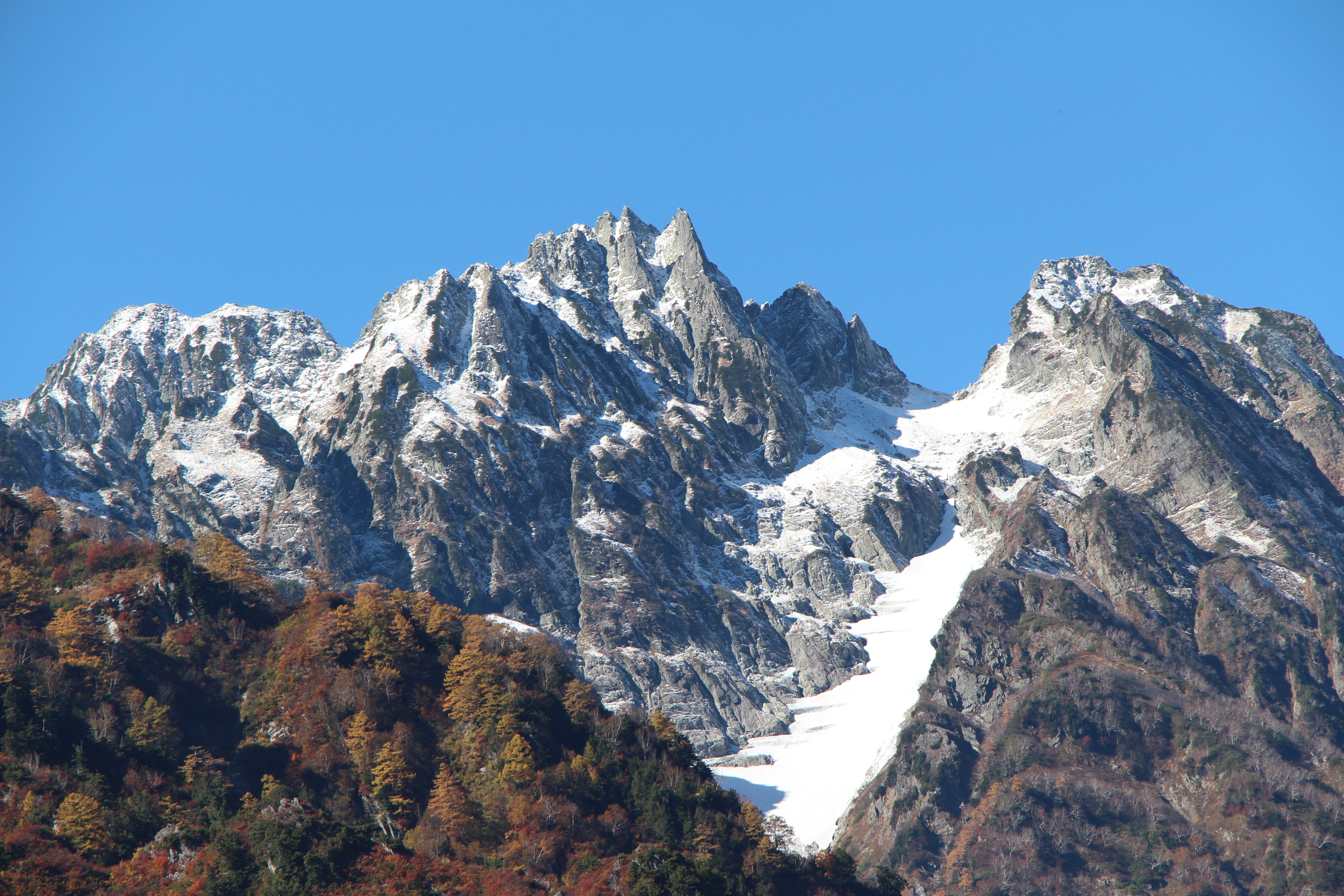
Tsurugi-dake
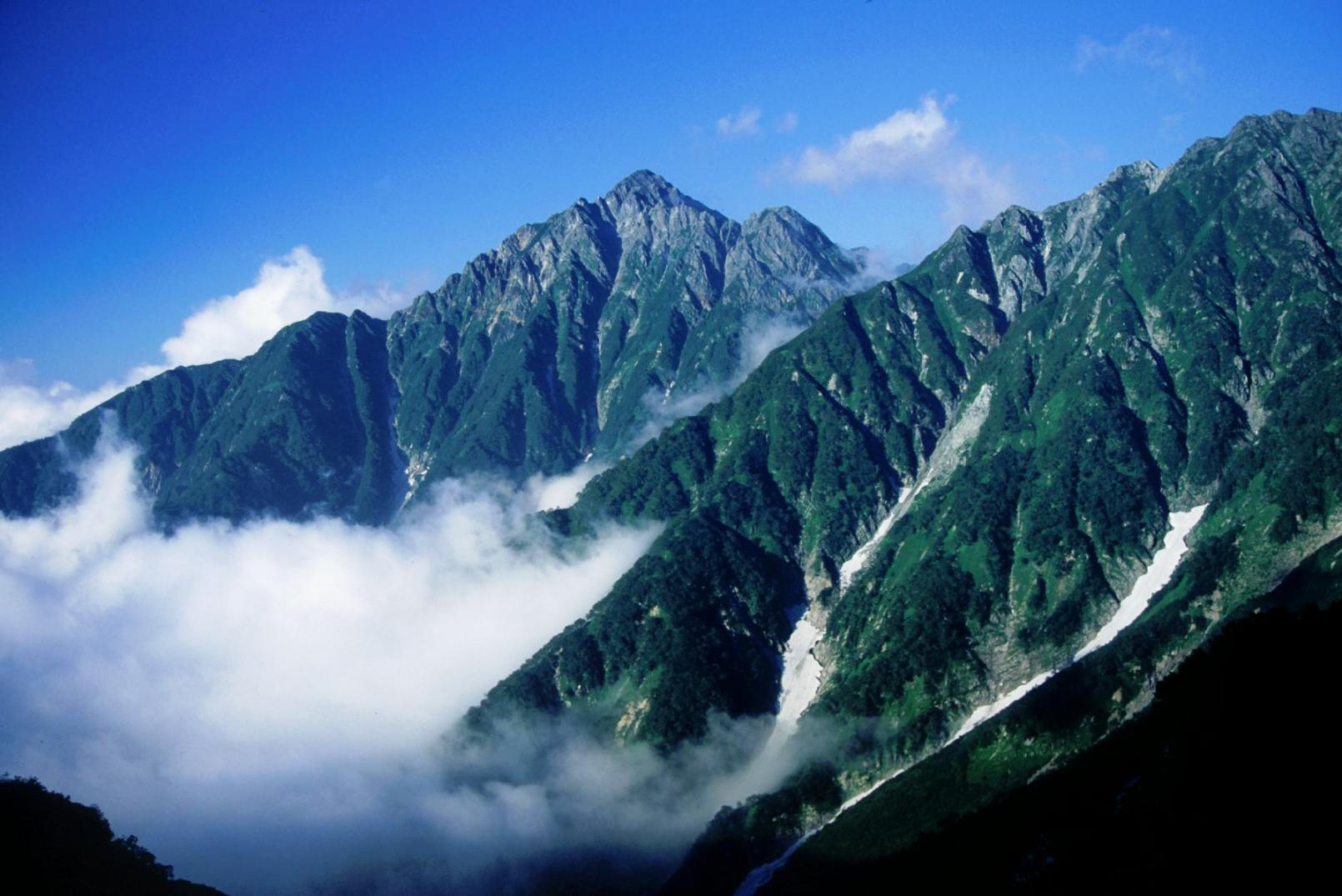
Blick auf Tsurugi-dake von Murodōnokkoshi
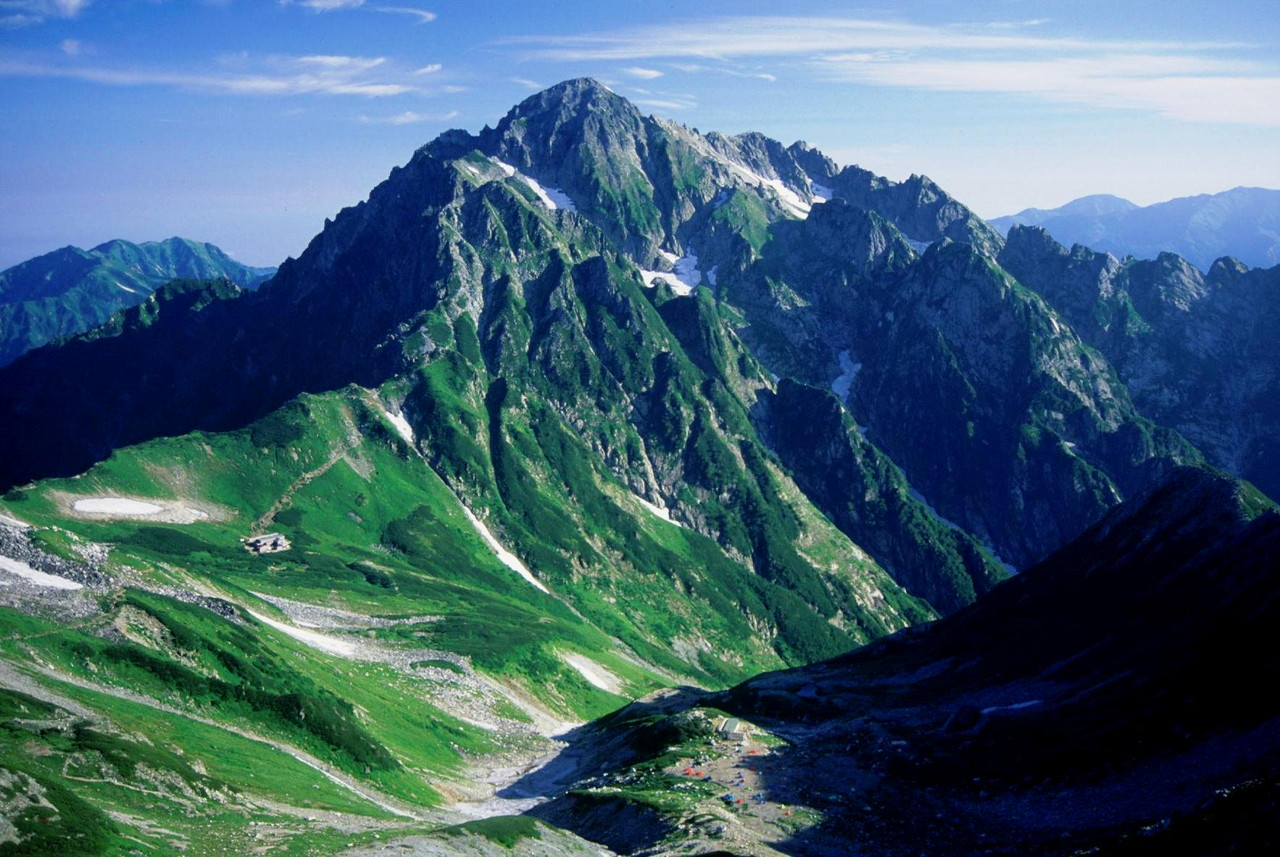
Blick auf Tsurugi-dake vom Bessan
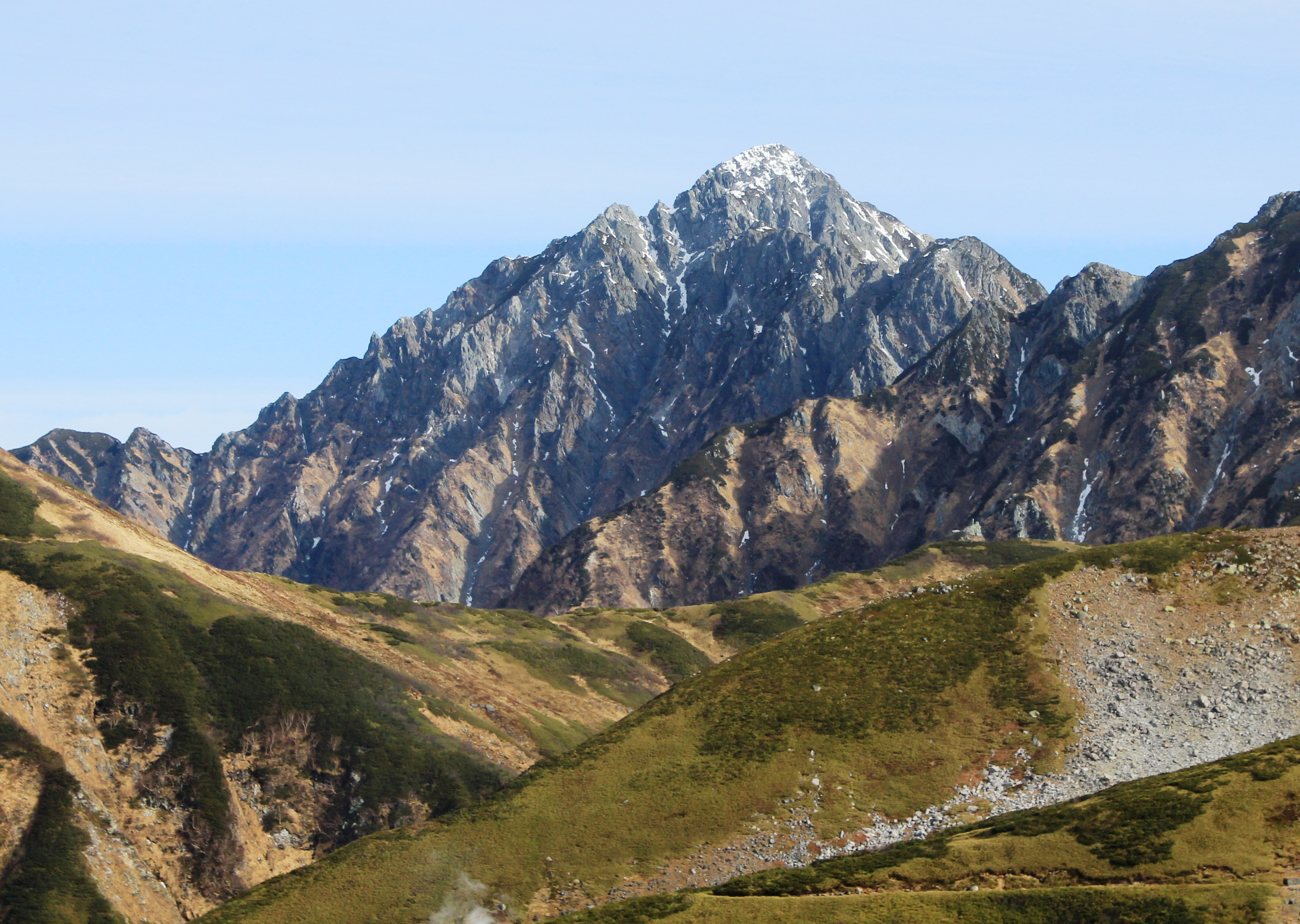
Blick auf Tsurugi-dake vom Tate-yama